# Candy Kitchen
Candy Kitchen è una comunità non incorporata degli Stati Uniti d'America della contea di Cibola nello Stato del Nuovo Messico.